# Ampère-Maxwells lov
Ampère-Maxwells lov er en af de grundlæggende ligninger i klassisk elektromagnetisme.
Ampères lov beskrev oprindeligt, hvordan strøm giver anledning til et magnetfelt {\displaystyle \mathbf {B} } - det fundamentale princip bag elektromagneter - men senere tilføjede James Clerk Maxwell, at et magnetfelt også kan dannes af et varierende elektrisk felt {\displaystyle \mathbf {E} }. Det er dette, der muliggør eksistensen af elektromagnetisk stråling.
Faradays induktionslov minder om Ampère-Maxwells lov og beskriver, hvordan ændringer i et magnetfelt giver anledning til et elektrisk felt.

## Loven på integral-form
Ampère-Maxwells fulde lov på integral-form lyder:
{\displaystyle \oint _{C}\mathbf {B} \cdot {\text{d}}\mathbf {l} =\mu _{0}\int _{S}\mathbf {J} \cdot {\text{d}}\mathbf {A} +\mu _{0}\varepsilon _{0}{\frac {\textrm {d}}{{\textrm {d}}t}}\int _{S}\mathbf {E} \cdot {\text{d}}\mathbf {A} }
På venstresiden er magnetfeltet integreret over kurven {\displaystyle C}, der omkranser en flade {\displaystyle S}. På højresiden står der to termer. Den første er Ampères og er strømtætheden integreret over arealet af {\displaystyle S}. Jo flere ladninger, der bevæger sig igennem arealet, jo større vil magnetfeltet altså være. Den samlede strøm {\displaystyle i} igennem arealet er blot:
{\displaystyle i=\int _{S}\mathbf {J} {\text{ d}}\mathbf {A} }
{\displaystyle \mu _{0}} er en konstant kaldet vakuumpermeabiliteten. Den anden term er Maxwells senere tilføjelse og angiver, at det elektriske felt integreret over fladen - dvs. den elektriske flux - skaber et magnetisk felt, når det ændrer sig. {\displaystyle \varepsilon _{0}} er en anden konstant kaldet vakuumpermettiviteten.

### Eksempel med Ampères lov
I Ampères simplere lov regnes det andet led for negligibelt. Ved at bruge strømmen i stedet for strømtætheden kan Ampères lov altså skrives som:
{\displaystyle \oint _{C}\mathbf {B} \cdot {\text{d}}\mathbf {l} =\mu _{0}i}
Hvis området {\displaystyle S} er en cirkel med radius {\displaystyle r}, er omkredsen givet ved:
{\displaystyle O=2\pi r}
hvilket er kurven {\displaystyle C}'s størrelse. Hvis strømmen er fordelt rotationssymmetrisk, må det magnetiske felt være lige stort alle steder på kurven og kan derfor tages uden for integralet. Integralet giver da bare omkredsen:
{\displaystyle BO=B2\pi r=\mu _{0}i}
Magnetfeltets størrelse {\displaystyle B} er altså givet ved:
{\displaystyle B={\frac {\mu _{0}i}{2\pi r}}}
Dette er magnetfeltet, der fx kan findes omkring en ubeskyttet ledning. Det falder i styrke med én over afstanden.

## Loven på differentialform
Alt afhængig af formålet kan det være fordelagtigt at formulere Ampère-Maxwells lov som differentialligning i stedet. Ved at anvende Stokes' sætning på venstresiden og Leibniz' integralregel på Maxwells tilføjelse kan loven skrives som:
{\displaystyle {\begin{aligned}\int _{S}(\nabla \times \mathbf {B} )\cdot d\mathbf {A} &=\mu _{0}\int _{S}\mathbf {J} \cdot {\text{d}}\mathbf {A} +\mu _{0}\varepsilon _{0}\int _{S}{\frac {\partial \mathbf {E} }{\partial t}}\cdot {\text{d}}\mathbf {A} \\\int _{S}(\nabla \times \mathbf {B} )\cdot d\mathbf {A} &=\int _{S}\left(\mu _{0}\mathbf {J} +\mu _{0}\varepsilon _{0}{\frac {\partial \mathbf {E} }{\partial t}}\right)\cdot {\text{d}}\mathbf {A} \end{aligned}}}
Hvis dette skal gælde for alle integrander, må integranderne også være lig med hinanden. Differentialformen bliver altså:
{\displaystyle \nabla \times \mathbf {B} =\mu _{0}\mathbf {J} +\mu _{0}\varepsilon _{0}{\frac {\partial \mathbf {E} }{\partial t}}}
Denne form er fx nyttig til at vise, at lys er elektromagnetisk stråling. Det viser sig nemlig, at lysets hastighed er relateret til permeabilitet og primitivitet ved
{\displaystyle \mu _{0}\varepsilon _{0}={\frac {1}{c^{2}}}}
hvor {\displaystyle c} er lysets hastighed.